# Kuriłowka (obwód kurski)
Kuriłowka (ros. Куриловка) – wieś (ros. деревня, trb. dieriewnia) w zachodniej Rosji, w sielsowiecie gonczarowskim rejonu sudżańskiego w obwodzie kurskim.

## Geografia
Miejscowość położona jest nad rzeką Sudża, 5,5 km od centrum administracyjnego sielsowietu gonczarowskiego (Gonczarowka), 5 km od centrum administracyjnego rejonu (Sudża), 91,5 km od Kurska.
W granicach miejscowości znajduje się 119 posesji.

## Demografia
W 2010 r. miejscowość zamieszkiwało 77 osób.